# Tondigamèye
Tondigamèye (auch: Tondigamay, Tondigamaye, Tondigamey, Tondi Gamey, Tondi Gameye) ist ein Dorf in der Landgemeinde Hamdallaye in Niger.

## Geographie
Das von einem traditionellen Ortsvorsteher (chef traditionnel) geleitete Dorf liegt am Rand des Trockentals Kori de Ouallam. Es befindet sich rund 27 Kilometer nordwestlich des Hauptorts Hamdallaye der gleichnamigen Landgemeinde, die zum Departement Kollo in der Region Tillabéri gehört. Zu weiteren Siedlungen in der Umgebung von Tondigamèye zählen Samari im Norden, Ouratondi im Osten, Tondi Kiré im Süden, Gorou Béri im Südwesten und Koné Béri im Westen.
Tondigamèye ist Teil der Übergangszone zwischen Sahel und Sudan. Die durchschnittliche jährliche Niederschlagsmenge beträgt hier zwischen 400 und 500 mm.

## Geschichte
Der staatliche Stromversorger NIGELEC elektrifizierte das Dorf im Jahr 2018. Tondigamèye wurde 2023 als einer von 20 Orten im Departement Kollo als „Modelldorf“ der Initiative Spotlight zertifiziert. Das 2019 in Niger begonnene Programm zielte auf die Beseitigung geschlechtsspezifischer Gewalt und schädlicher Praktiken. Es wurde von der Europäischen Union finanziert und vom UNDP, dem UNFPA, den UN Women und der UNICEF umgesetzt.

## Kultur und Sehenswürdigkeiten
Die Moschee von Tondigamèye wurde von 1986 bis 1993 aus festem Baumaterial errichtet.

## Bevölkerung
Bei der Volkszählung 2012 hatte Tondigamèye 1535 Einwohner, die in 133 Haushalten lebten. Bei der Volkszählung 2001 betrug die Einwohnerzahl 1172 in 125 Haushalten und bei der Volkszählung 1988 belief sich die Einwohnerzahl auf 653 in 75 Haushalten.

## Wirtschaft und Infrastruktur
Die Hauptaktivitäten der Bevölkerung sind der Ackerbau, die Viehzucht, der Handel und die Gewinnung von Pflanzenöl. Mit einem Centre de Santé Intégré (CSI) ist ein Gesundheitszentrum im Ort vorhanden. Es gibt eine allgemein bildende Schule der Sekundarstufe des Typs Collège d’Enseignement Secondaire (CES) und eine Grundschule. Die Grundschule war in den 1970er Jahren an einem groß angelegten Schulfernsehen-Projekt beteiligt, aus dem das erste nationale Fernsehprogramm der staatlichen Rundfunkanstalt ORTN hervorging.